# 6726 Suthers
6726 Suthers è un asteroide della fascia principale. Scoperto nel 1991, presenta un'orbita caratterizzata da un semiasse maggiore pari a 2,2873154 UA e da un'eccentricità di 0,0932664, inclinata di 4,29875° rispetto all'eclittica.